# Agnolotti

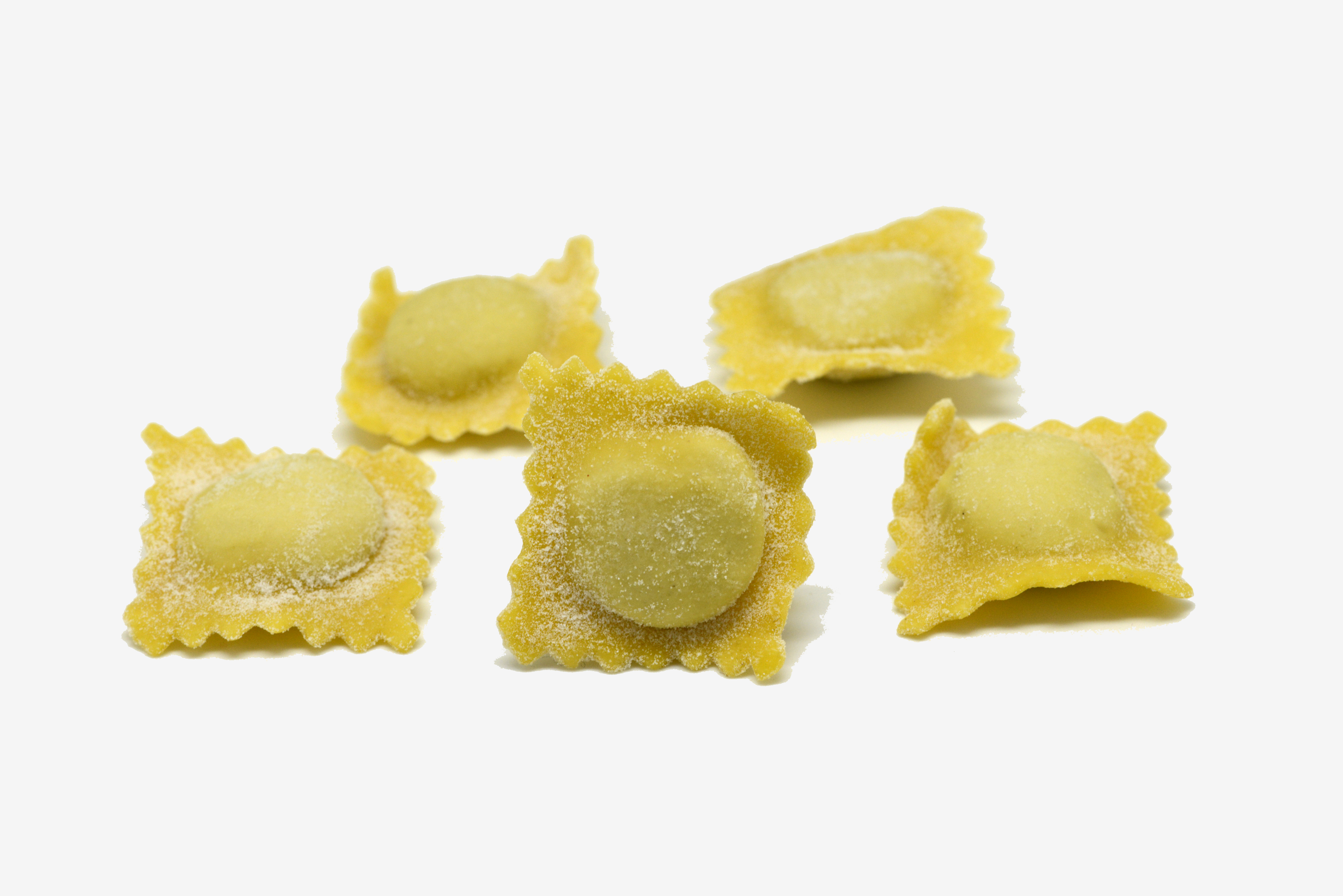
Agnolotti

Agnolotti (es español de Argentina, agnolotis o añolotis) es una pasta italiana rellena, parecida a los ravioli pero a diferencia de estos están hechos con una sola capa de masa y se doblan conteniendo el relleno, originaria de la región de Piamonte. Generalmente se rellena con carne y hortalizas. Se trata de una pasta muy asociada a la región de Piamonte.